# Solamente vos
Solamente vos é uma telenovela argentina exibida pela El Trece e produzida por Pol-ka Producciones, estrelado por Adrián Suar e Natalia Oreiro. 

## Elenco
- Adrián Suar como Juan Cousteau
- Natalia Oreiro como Aurora Andrés
- Muriel Santa Ana como Ingrid Albarracin
- Juan Minujín como Félix Month
- Lali Espósito como Daniela Cousteau
- Eugenia Suárez como Julieta Cousteau
- Claudia Fontán como Michelle
- Arturo Puig como Lautaro Cousteau
- Alberto Martín como Orlando Andrés
- Ana María Picchio como Rosita

## Exibição
| País           | Canal                        |
| -------------- | ---------------------------- |
| Argentina      | El Trece (emissora original) |
| Paraguai       | Unicanal                     |
| Uruguai        | VTV                          |
| Israel         | Viva Plus                    |
| Estados Unidos | Azteca América               |
| Rússia         | Ю                            |